# 시마자키 교헤이
시마자키 쿄헤이(일본어: 島崎 恭平, 1991년 9월 4일 ~ )는 일본의 전 축구 선수이다.

## 구단 경력
과거 FC 마치다 젤비아에서 활동하였다.